# Anomis barata
Anomis barata är en fjärilsart som beskrevs av William Schaus 1911. Anomis barata ingår i släktet Anomis och familjen nattflyn. Inga underarter finns listade i Catalogue of Life.